# Desmoclystia abata
Desmoclystia abata là một loài bướm đêm trong họ Geometridae.